# Elise Cowen
Elise Nada Cowen (Nueva York, 31 de julio de 1933 - ibídem, 27 de febrero de 1962) fue una poetisa y escritora estadounidense. Formó parte de la generación beat, y fue amiga del poeta Allen Ginsberg, quien fue una de las figuras principales del movimiento.

## Biografía
Cowen nació en una familia judía de clase media en el barrio neoyorquino de Washington Heights. Escribía poesía desde muy joven, influida por la obra de Emily Dickinson, T. S. Eliot, Ezra Pound y Dylan Thomas.
En los años cincuenta, mientras asistía a la Barnard College (una universidad privada femenina, de la Universidad Columbia) se hizo amiga de Joyce Johnson (que en ese entonces se llamaba Joyce Glassman). Tuvo una relación amorosa con Alex Greer, su profesor de filosofía. Elise se encargó de cuidar durante algún tiempo al hijo de dos años del profesor.
Durante este período, Donald Cook, su profesor de psicología, le presentó en casa de Alex Greer al poeta Allen Ginsberg.
Ambos descubrieron que tenían un conocido mutuo, Carl Solomon, a quien ambos habían conocido mientras habían pasado un tiempo ―por separado― en un hospital psiquiátrico. Esa anécdota reforzó la teoría de Cowen de que ambos debían estar juntos porque eran almas gemelas.
En ese período comenzaron a probar diversas drogas.
En la primavera y el verano de 1953, Ginsberg y Cowen tuvieron una relación romántica.
Sin embargo, en 1954, antes de cumplir un año como pareja, Ginsberg le confesó que era homosexual y que se había enamorado del poeta Peter Orlovsky (quien se convertiría en su compañero de vida).
Sin poder separarse de Ginsberg, y quizá por despecho, Elise Cowen comenzó una relación con una mujer.
Cowen permaneció emocionalmente unida a Ginsberg por el resto de su vida.

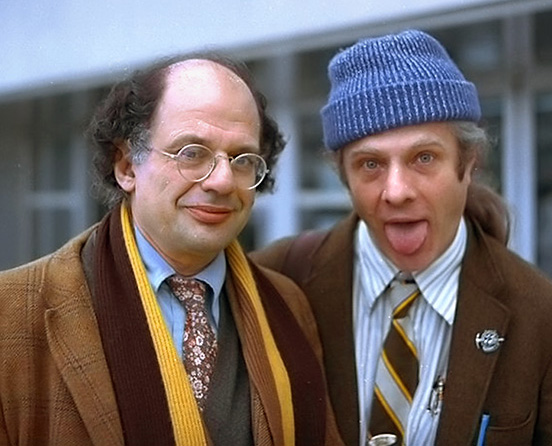
El poeta Allen Ginsberg con su pareja Peter Orlovsky, en 1978.

En febrero de 1956, ella y su novia Sheila (un seudónimo) se mudaron a un apartamento con Ginsberg y Orlovsky.
Desde que había dejado la universidad Bernard, Elise Cowen tenía un trabajo como mecanógrafa.
Fue despedida de la oficina, y retirada en medio de un escándalo por la policía. Más tarde le dijo a su amigo Leo Skir que uno de los oficiales la había golpeado en el estómago, y le rompieron las gafas.
Cuando su padre se enteró de por qué había sido arrestada, dijo: «Esto va a matar a tu madre».
Elise Cowen se mudó a San Francisco (California), atraída por su creciente ambiente beat. Allí vivió con un artista irlandés alcohólico, y quedó embarazada. Como no tenía dinero para pagar un aborto clandestino, se sometió a un «aborto psiquiátrico» legal. Pero ya estaba en una etapa de gestación muy avanzada, y el aborto derivó en una histerectomía (extirpación del útero).
Cowen regresó a Nueva York a casa de sus padres, y después de un viaje más a California, se estableció en Manhattan.
En 1960 vivió en un apartamento compartido con la poetisa Janine Pommy Vega.

### Suicidio
Cowen había sido depresiva toda la vida, y comenzó a verse afectada por problemas psicológicos cada vez más graves. Con el tiempo ingresó en el Hospital Bellevue con el fin de obtener tratamiento para una hepatitis y para la psicosis. En contra de las órdenes de los médicos, se dio de alta voluntariamente y ―con el pretexto de que se iría de vacaciones con sus padres a Miami Beach― retornó al apartamento de sus padres en la avenida Bennett. Allí Cowen se suicidó, saltando a través de la ventana de la sala, cerrada bajo llave, y cayendo siete pisos hasta el suelo.

### Publicación póstuma
Después de su muerte, la mayor parte de sus cuadernos fueron quemados por una familia vecina de sus padres, como un favor a estos, que se sentían incómodos por las opiniones de Elise Cowen en los poemas acerca de sus experiencias lésbicas y del uso de drogas.
Sin embargo, Leo Skir, amigo cercano de Elise Cowen, tenía 83 poemas en su poder en el momento de su muerte, y se ocupó de publicarlos ―afirmando que él poseía sus derechos de autor― en varias revistas literarias prominentes de mediados de los años sesenta, incluyendo:
- City Lights Journal (‘diario de las luces de la ciudad’),
- El Corno Emplumado (originalmente en español),
- Fuck You (‘vete a la mierda/Jódete’),
- A Magazine of the Arts (‘revista de las artes’),
- The Ladder (‘la escalera’), y
- Things (‘cosas’).[13]

Una breve biografía y varios de sus poemas se incluyen en Women of the Beat Generation: Writers, Artists and Muses at the Heart of a Revolution
(’mujeres de la generación beat: escritoras, artistas y musas en el corazón de una revolución’), editado por Brenda Knight.
Varios de sus poemas también aparecen en A different beat: writings by women of the Beat Generation (‘un ritmo diferente: los escritos de las mujeres de la generación beat’), editado en Londres por Richard Peabody.
Cowen ocupa un lugar destacado en las memorias de Joyce Johnson, Minor Characters (‘personajes secundarios’), y en la novela de Johnson Come and Join the Dance (‘ven y únete a la danza’), en que Elise Cowen aparece como el personaje de Kay.
En 2012, catorce de los poemas más cortos de Cowen se incluyeron en el «Short Poem Dossier» (‘informe sobre poemas cortos’) de la revista Court Green (editada por Tony Trigilio y David Trinidad).
En 2014, la editorial estadounidense Ahsahta Press publicó un volumen del único cuaderno que sobrevivió a la destrucción de la obra, titulado Elise Cowen: Poems and Fragments (‘Elise Cowen: poemas y fragmentos’), editado por Tony Trigilio.
Estas dos publicaciones representan la primera vez que la obra de Cowen se ha reproducido con la autorización de los herederos de Elise Cowen, que son propietarios de sus derechos de autor.